# 2013 في رومانيا
فيما يلي قوائم الأحداث التي وقعت خلال عام 2013 في رومانيا.

## سياسة

### انتهاء فترة المنصب
- 29 مايو – جيورجي بيكالي عضو مجلس النواب في رومانيا.

## أفلام
من الأفلام التي صدرت هذه السنة في رومانيا:
- 1 يناير – وضعية الطفل من إخراج Călin Peter Netzer [الإنجليزية]‏.
- 21 يناير – تشارلي كاونتريمان من إخراج Fredrik Bond  [لغات أخرى]‏.
- 2 سبتمبر – نظرية الصفر من إخراج تيري غيليام.

## وفيات

### يناير
- 3 يناير – سيرجيو نيكولايسكو (مواليد 1930)

### مارس
- 19 مارس – ايرينا بيتريسكو (مواليد 1941) ممثلة رومانية.

### يونيو
- 23 يونيو – فاسيلي تيتا (مواليد 1928) ملاكم روماني.

### أغسطس
- 20 أغسطس – كوستيكا ستيفانيسكو (مواليد 1951) لاعب كرة قدم.